# جوزيف سينغلتون
جوزيف سينغلتون (بالإنجليزية: Joseph Singleton)‏ هو ممثل أسترالي، ولد في 1 مارس 1879 في أستراليا، وتوفي في 24 أكتوبر 1946.

## أعمال

### أفلام
- (1920) آخر سلالة الموهيكيين
- (1920) جزيرة الكنز

## وصلات خارجية
- جوزيف سينغلتون على موقع IMDb (الإنجليزية)
- جوزيف سينغلتون على موقع أول موفي (الإنجليزية)
- جوزيف سينغلتون على موقع قاعدة بيانات الأفلام السويدية (السويدية)
- جوزيف سينغلتون على موقع قاعدة بيانات الفيلم (الإنجليزية)
- جوزيف سينغلتون على موقع كينوبويسك (الروسية)